# 1944-es magyar vívóbajnokság
Az 1944-es magyar vívóbajnokság a negyvenedik magyar bajnokság volt. A férfi tőrbajnokságot február 6-án rendezték meg Budapesten, a HTVK Váci utcai vívótermében, a párbajtőrbajnokságot március 5-én Budapesten, a Műegyetemen, a kardbajnokságot április 30-án Nagyváradon, a Református Kultúrpalotában, a női tőrbajnokságot pedig március 19-én Budapesten, a HTVK Váci utcai vívótermében.

## Eredmények
| Versenyszám          | Arany                                    | Arany | Ezüst                         | Ezüst | Bronz                          | Bronz |
| -------------------- | ---------------------------------------- | ----- | ----------------------------- | ----- | ------------------------------ | ----- |
| Férfi tőrvívás       | Hátszeghy József Honvéd Tiszti VK        |       | Gerevich Aladár MAC           |       | Maszlay Lajos Honvéd Tiszti VK |       |
| Férfi párbajtőrvívás | Hennyey Imre Honvéd Tiszti VK            |       | dr. Berzsenyi Barnabás BEAC   |       | dr. Ritvay Tibor BEAC          |       |
| Férfi kardvívás      | Berczelly Tibor Honvéd Tiszti VK         |       | Gerevich Aladár MAC           |       | Maszlay Lajos Honvéd Tiszti VK |       |
| Női tőrvívás         | Gerevichné Bogáthy Erna Honvéd Tiszti VK |       | Kiss Katalin Honvéd Tiszti VK |       | Sigmond Emma Honvéd Tiszti VK  |       |